# Eerste Franse Republiek
De Eerste Franse Republiek werd uitgeroepen op 22 september 1792 door de Nationale Conventie en duurde tot de vestiging van het Eerste Franse Keizerrijk in 1804 onder Napoleon Bonaparte. Kenmerkend voor deze republiek was de zoektocht naar een stabiele constitutie, met achtereenvolgens de grondwetten van 1793, 1795, 1799 en 1802. Na de val van de Bourbonmonarchie nam de Nationale Conventie het bestuur over, ging ze over tot de legale Terreur en kwam ze ten einde door de Thermidoriaanse Reactie. Deze gaf aanleiding tot het Directoire, dat zelf werd beëindigd door het Consulaat en de machtsgreep door Napoleon Bonaparte. Ondertussen woedden de Eerste en Tweede Coalitieoorlogen tussen de Franse Republiek en de Europese monarchieën.

## Nationale Conventie
Koning Lodewijk XVI werd na de Bestorming van de Tuilerieën (10 augustus 1792) door de Nationale Vergadering afgezet, maar formeel bleef de monarchie bestaan. Een tijdlang bestond nog onenigheid over wat er moest gebeuren, gezien de sterke royalistische sympathie bij delen van de bevolking en de oprukkende Coalitietroepen. In paniek over de val van Verdun vonden de Septembermoorden plaats, waarbij men tegenstanders van de revolutie ombracht. De Franse overwinning op het Pruisisch-Oostenrijkse leger in de Slag bij Valmy bracht de revolutionairen echter het nodige zelfvertrouwen om de monarchie definitief af te schaffen en de republiek uit te roepen.
De Nationale Conventie nam het bestuur over van de Wetgevende Vergadering. Deze Nationale Conventie bleek instabiel. Aanvankelijk werd ze gedomineerd door de girondijnen en vervolgens door de montagnards. Deze periode werd gekenmerkt door de Terreur, het schrikbewind onder de sterke man Robespierre waarbij vele executies met de guillotine werden uitgevoerd. De afgezette koning, inmiddels gedegradeerd tot 'burger Louis Capet', onderging dit lot op 21 januari 1793. Ondertussen werd de ontkerstening van Frankrijk doorgevoerd en achtereenvolgens de cultus van de Rede en de cultus van het Opperwezen als alternatieven geprobeerd. Deze ontwikkelingen leidden onder meer tot de (mislukte) katholiek-royalistische Opstand in de Vendée (maart 1793–maart 1796) en de Opstand van 13 Vendémiaire (5 oktober 1795) tegen de revolutionaire republiek in het algemeen en tot de (geslaagde) Thermidoriaanse Reactie (juli 1794–november 1795) tegen de Terreur in het bijzonder.

## Directoire
De Nationale Conventie viel in 1795 en werd vervangen door het gematigder Directoire, waarin de girondijnen zich weer meer lieten gelden. Ook deze periode werd gekenmerkt door een grote instabiliteit.

## Consulaat
Napoleon, Sieyès en Ducos pleegden op 9 november 1799 de staatsgreep van 18 Brumaire en installeerden het Consulaat. In de praktijk kwam dit neer op de totale macht voor Napoleon en het (traditionele) einde van de Franse Revolutie. Deze periode werd gekenmerkt door een gedeeltelijke pacificatie met het buitenland en de Rooms-Katholieke Kerk.
Het Consulaat eindigde met de bestendiging van de macht van Napoleon toen deze zichzelf tot keizer kroonde op 2 december 1804. Hierna begon de periode van het Eerste Franse Keizerrijk.

## Gebiedsuitbreidingen
In de Franse republiektijd werden de twee nog onafhankelijke enclaves ingelijfd bij Frankrijk:
- comtat Venaissin (1791, strikt genomen nog niet tijdens de republiek, maar wel tijdens de Franse Revolutie)
- republiek Mulhouse, een onafhankelijke stad geallieerd met de Zwitserse kantons. (1798)

De Oostenrijkse Nederlanden werden samen met het prinsbisdom Luik ingelijfd bij Frankrijk. Dit betekende het definitief einde van:
- graafschap Vlaanderen (1795)
- graafschap Henegouwen (1794)
- hertogdom Brabant (1795)
- hertogdom Luxemburg (1795)
- graafschap Namen (1795)
- hertogdom Limburg (1795)
- heerlijkheid Mechelen (1795)
- Rijk van Aken (1801)

Ook ingelijfd: graafschap Nizza (1793), maar in 1814 werd de graafschap tijdelijk (tot 1818) weer opgericht bij Sardinië. Uiteindelijk kwam het gebied terug naar Frankrijk. Ook Monaco werd in 1793 ingelijfd maar in 1814 werd de zelfstandigheid hersteld.
Verder had de Franse republiek twee vazalstaten: 
- Bataafse Republiek (1795 - 1806)
- Ligurische Republiek (1797 - 1805)